# آمنون یتزحاق
آمنون یتزحاق (به عبری: אַמְנוֹן יִצְחָק) و (به عربی: آمنون اسحق)٬ (زاده ۸ نوامبر ۱۹۵۳ تل‌آویو)٬ یک ربی حریدی است. او بخاطر جنبش کیرُو یا دعوت همگان به زندگی مذهبی طبق شریعت٬ شناخته شده‌است و سخنان و اعلامیه‌هایش بزبان‌های گوناگون در رسانه‌ها و اینترنت منتشر می‌شوند.

## زندگینامه
وی در تل‌آویو و در خانواده‌ای غیر مذهبی زاده شد اما در سن ۲۴ سالگی و پس‌از خواندن اسفار و دریافت بر میتسوا و بت میتسوا٬ به زندگی مذهبی روی آورد. در سال ۱۹۸۶ سازمان ناسودبر بنام شوفار را با هدف بازگرداندن زندگی مردم به مذهب و شریعت بنا نهاد. سخنرانی‌ها و دیگر فعالیت‌هایش از او یک حاخام برجسته و شناخته‌شده ساخته‌است.

## سیاست
آمنون در سال ۲۰۱۲ و در انتخابات کنست٬ دست به ایجاد یک حزب زد ولی با بدست آوری ۲۸۰۰۰ رأی٬ نتوانست حدنصاب لازم برای ورود به مجلس را بدست آورد.

## دیدگاه اجتماعی و صهیونیزم
آمنون یتزحاق در سخنرانی‌های خود درون اسرائیل٬ صهیونیزم را خطاب قرار داده و نیز در ویدئویی با نام هرتسل و صهیونیزم٬ هردو را به نقد کشیده و معتقد است که تئودور هرتسل و آدولف هیتلر با هم برابرند.
این حاخام ضد صهیونیزم در رابطه با رانندگی زنان نیز با مقایسه اتومبیل و ارابه و کالسکه‌های قدیم آن‌را امری نادرست در جامعه می‌داند.

## ماجرای سخنرانی بر ضد شیعه
در برخی صفحه‌های وب وابسته به جناح تندروی درون ایران٬ قطعه ویدئویی منسوب به این حاخام ضد اسرائیلی و ضد صهیونیست را نشان می‌داد که در حال سخنرانی در جمعی است درحالیکه زیرنویس عربی و فارسی آن سخنانی به نفع صهیونیزم و بر ضد شیعه و نفوذ با استفاده از فوتبال است. اما پس‌از مدتی٬ و با توجه به گسترش نرم‌افزارهای ترجمه گفتار٬ سایتهای مخالف متن واقعی سخنرانی را که در فضایل نعمت‌های دنیوی و لزوم شکرگزاری بود٬ اقدام به پس گرفتن این مطلب و حذف آن در وب‌سایت خود کردند.